# Jos Huysmans

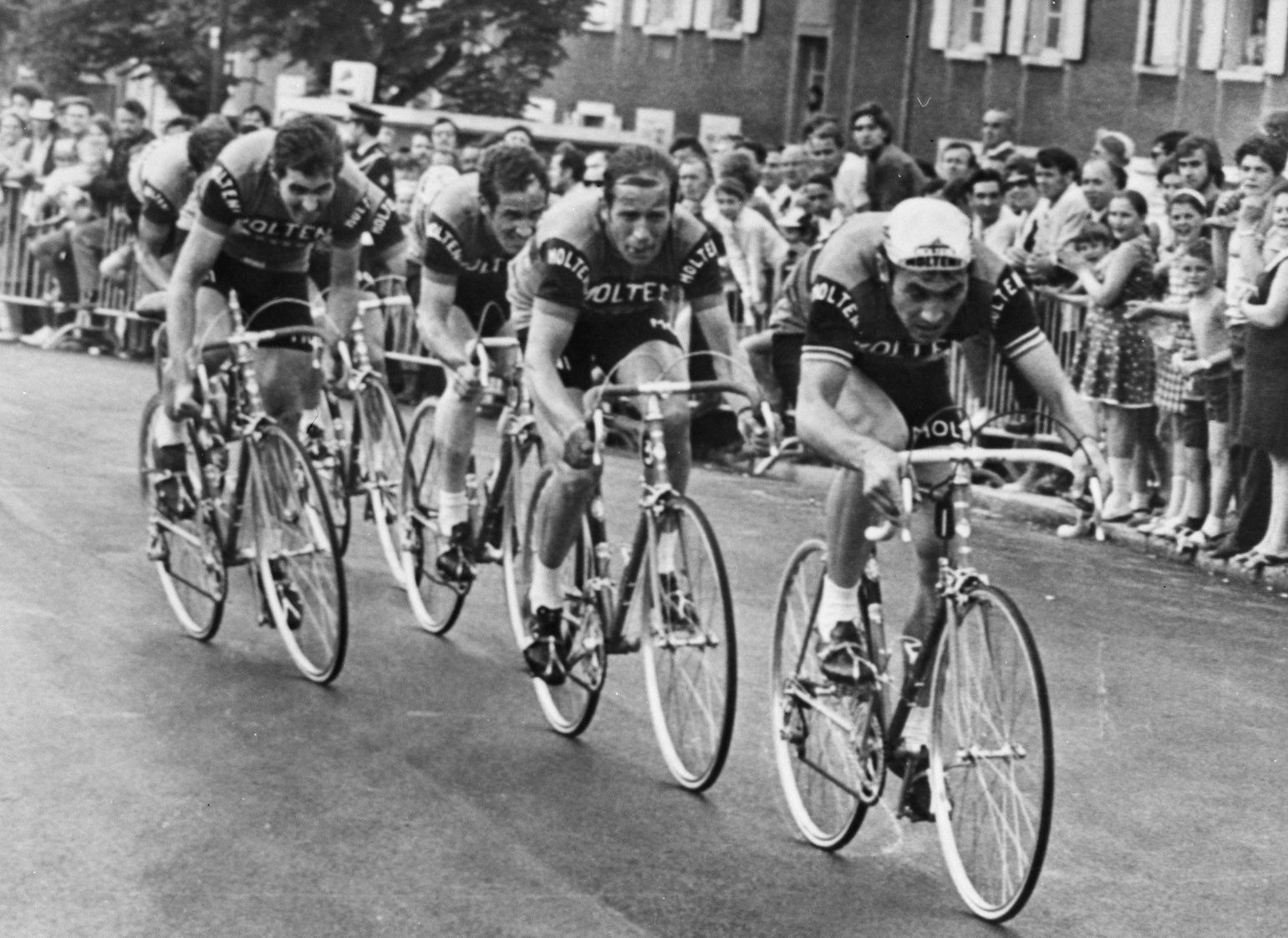
Moltenis lag under prologen av Tour de France 1971 (som kördes som lagtempo). Eddy Merckx i täten och som tvåa Jos Huysmans. Prologen vanns av Molteni (i laget ingick även Julien Stevens, Victor Van Schil, Rini Wagtmans och Herman Vanspringel).

Jozef "Jos" Huysmans, född den 18 december 1941 i Beerzel, död den 19 oktober 2012 på samma plats, var en belgisk landsvägscyklist som var professionell från 1964 till 1977. Hans främsta meriter var segrarna i Flèche Wallonne 1969, Kampioenschap van Vlaanderen 1968 och 1975, samt två etappsegrar i Tour de France. Även andraplatser i Amstel Gold Race 1969, Paris–Tours 1972 och Tour de Suisse totalt 1965 kan vara värda att nämna.
Från 1970 till 1977 körde Huysmans i samma stall som Eddy Merckx (Faema, Molteni, Fiat) och bidrog som dennes "löjtnant" till hans segrar i såväl Tour de France som Giro d'Italia, Vuelta a España och många andra lopp. Efter karriären anställdes han sedan av Merckx i dennes cykelfabrik.

## Meriter
| 1963 3:a totalt i Tour du Nord 1964 Vinnare totalt av Tour du Nord Vinnare av etapp 4 2:a i Scheldeprijs 3:a totalt i Dunkerques fyradagars Vinnare av etapp 5a 4:a i GP de Fourmies 6:a i GP de Belgique (ITT) 1965 2:a totalt i Tour de Suisse Vinnare av etapp 1 2:a i Bryssel–Meulebeke 3:a i Scheldeprijs 3:a totalt i Ronde van Nederland 7:a i Tour du Condroz 9:a i Paris–Tours 9:a totalt i Dunkerques fyradagars 10:a i GP du Tournaisis 1966 Vinnare av etapp 1 i Dunkerques fyradagars 2:a i Rund um Köln 3:a totalt i Belgien runt 3:a i linjelopp vid Belgiska mästerskapen 3:a i Grote Prijs Jef Scherens 5:a i Paris–Roubaix 5:a i Nationale Sluitingsprijs 8:a i Paris–Tours 9:a i Liège–Bastogne–Liège 10:a i Elfstedenronde 1967 2:a i GP de Fourmies 2:a i Harelbeke-Antwerpen-Harelbeke 4:a totalt i Belgien runt 4:a i Gent-Wevelgem 8:a totalt i Tour de France 8:a i La Flèche Wallonne 8:a i Ronde van Limburg 9:a i Nokere Koerse 1968 Vinnare av Kampioenschap van Vlaanderen Vinnare av etapp 20 i Tour de France Vinnare av Tour du Condroz 2:a i Harelbeke-Antwerpen-Harelbeke 3:a totalt i Tour du Nord 3:a i Nationale Sluitingsprijs 5:a i La Flèche Wallonne 6:a i Amstel Gold Race 6:a i Rund um den Henninger Turm 8:a i Elfstedenronde | 1969 Vinnare av La Flèche Wallonne Vinnare av Schaal Sels Vinnare av etapp 7a i Critérium du Dauphiné libéré 2:a i Amstel Gold Race 3:a totalt i Tour du Nord 3:a i Heist-op-den-Berg 4:a i Brabantse Pijl 4:a i Bryssel-Ingooigem 8:a i Grote Prijs Jef Scherens 9:a i linjelopp vid Belgiska mästerskapen 10:a totalt i Belgien runt 1970 9:a i Tour du Condroz 10:a i Schaal Sels 1971 6:a i Rund um den Henninger Turm 7:a i Omloop Het Volk 7:a totalt i Giro di Sardegna 8:a i GP de Monaco 9:a i Nationale Sluitingsprijs 10:a i Scheldeprijs 10:a i GP Camaiore 1972 Vinnare av etapp 9 i Tour de France 2:a i Paris–Tours 4:a i Omloop van de Westkust 4:a i Tour du Condroz 7:a i GP de Monaco 9:a totalt i Giro di Sardegna 1973 5:a i Kampioenschap van Vlaanderen 1974 3:a i GP Union Dortmund 4:a totalt i Escalada a Montjuïc 7:a i Omloop Het Volk 10:a i Kampioenschap van Vlaanderen 1975 Vinnare av Kampioenschap van Vlaanderen 3:a i Omloop van het Leiedal 10:a i Druivenkoers Overijse 1976 6:a i De Kustpijl 6:a i Druivenkoers Overijse 9:a i Herinneringsprijs Dokter Tistaert – Prijs Groot-Zottegem 1977 2:a i GP Stad Vilvoorde 7:a i Druivenkoers Overijse 8:a i Brabantse Pijl 10:a i GP du Tournaisis |